# Brooks (Minnesota)
Brooks – miasto w Stanach Zjednoczonych, w stanie Minnesota, w hrabstwie Red Lake.